# Her Body
Her Body (en checo: Její tělo) es una película dramática checa de 2023, dirigida por Natálie Císařovská. Es el primer largometraje de Císařovská.La película cuenta la historia de Lea de Mae, una saltadora checa y miembro del equipo nacional checo de saltos de altura. Más tarde se convertiría en modelo para adultos y en actriz porno, antes de fallecer en 2004, a los 27 años de edad.
La película contó con el apoyo del Fondo Estatal de Cinematografía y del Fondo Audiovisual SK. 

## Reparto
- Natália Germáni como Andrea Absolonová
- Denisa Barešová como Lucie Absolonová
- Zuzana Mauréry como la madre de Absolonová
- Martin Finger como el padre de Absolonová
- Zuzana Stivínová
- Cyril Dobrý
- Martina Mrakviová

## Estreno
Her Body se estrenó el 16 de noviembre de 2023. Se lanzó en 2 versiones: censurada para personas mayores de 15 años y sin censura para personas mayores de 18.